# Kastanienbrauner Stielporling
Der Kastanienbraune Stielporling oder kurz Kastanienbraune Porling (Picipes badius; Syn.: Polyporus badius, Royoporus badius) ist eine Pilzart aus der Familie der Stielporlingsverwandten. Der Name bezieht sich auf die Hutfarbe (lat. badius = kastanienbraun). Andere Namen sind Schwarzroter und Süßriechender Stielporling. Die Fruchtkörper können mehr als 20 cm breit werden. Markant sind außerdem die zur Oberseite kontrastierende, weißliche Unterseite mit den Poren und die schwärzliche Stielbasis.

## Merkmale

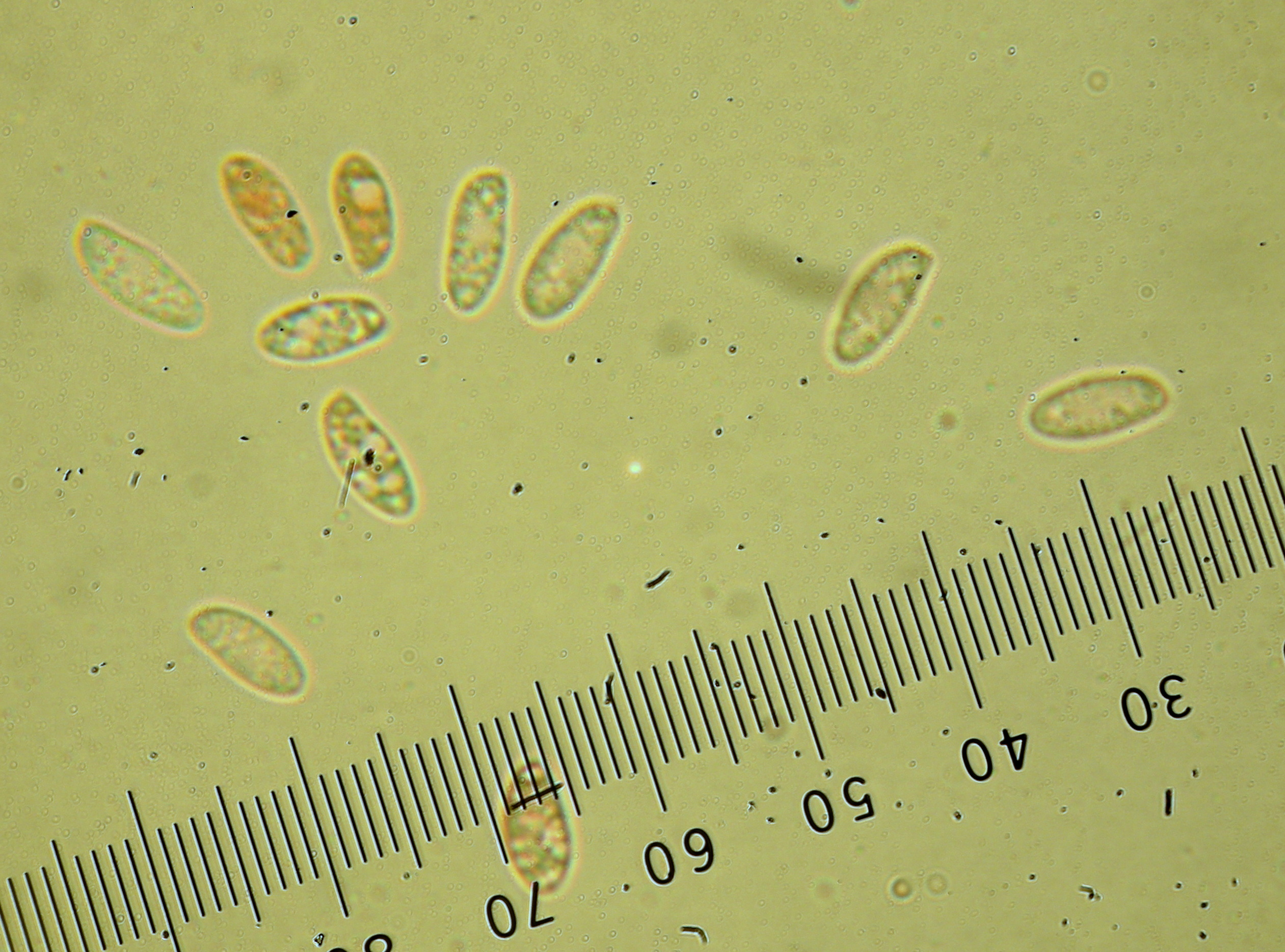
Sporen des Kastanienbraunen Stielporlings im Lichtmikroskop

Der Kastanienbraune Porling bildet in Hut und Stiel gegliederte, einzeln bis gesellig stehende Fruchtkörper mit einem 2–25 cm breiten Hut, die manchmal auch zu mehreren verwachsen sein können. Der Hut ist rundlich (kreis- bis nierenförmig), kastanienbraun gefärbt (zum Rand hin oft etwas heller), glatt, kahl und glänzend. Der Hutrand ist wellig bis flatterig, scharf und dünn Die weiße Unterseite ist mit sehr feinen (5–8 m pro mm) rundlichen bis eckigen Poren besetzt, die am Stiel herablaufen. Die Röhrenschicht ist 0,5–2 mm dick. Der Stiel sitzt zentral bis seitlich, 1–5 cm lang und 0,5–2 cm dick, samtig behaart und braunschwarz gefärbt, die Farbe des Stieles ist gegen die weißen Poren gut abgegrenzt. Das Fleisch ist zäh und dünn. Der Pilz riecht angenehm süßlich.

## Artabgrenzung
Der Löwengelbe Stielporling (Cerioporus leptocephalus) ist heller gelbbräunlich gefärbt und hat keine speckig glänzende Oberfläche. Der Schwarzfuß-Stielporling (Picipes melanopus) kann sehr ähnlich aussehen, unterscheidet sich aber durch einen filzig matten, oft helleren Hut, einen längeren, zentralen Stiel mit Verkrümmungen oder Anhängseln und ein Wachstum mehr in Bodennähe. Ähnlich ist auch der seltene Picipes tubaeformis mit stark trichterförmigem, jung hell graubraunem Hut und hinablaufenden, etwas weiteren Poren. Von allen drei Arten unterscheidet sich der Kastanienbraune Stielporling mikroskopisch durch schnallenlose Hyphen.

## Ökologie und Phänologie

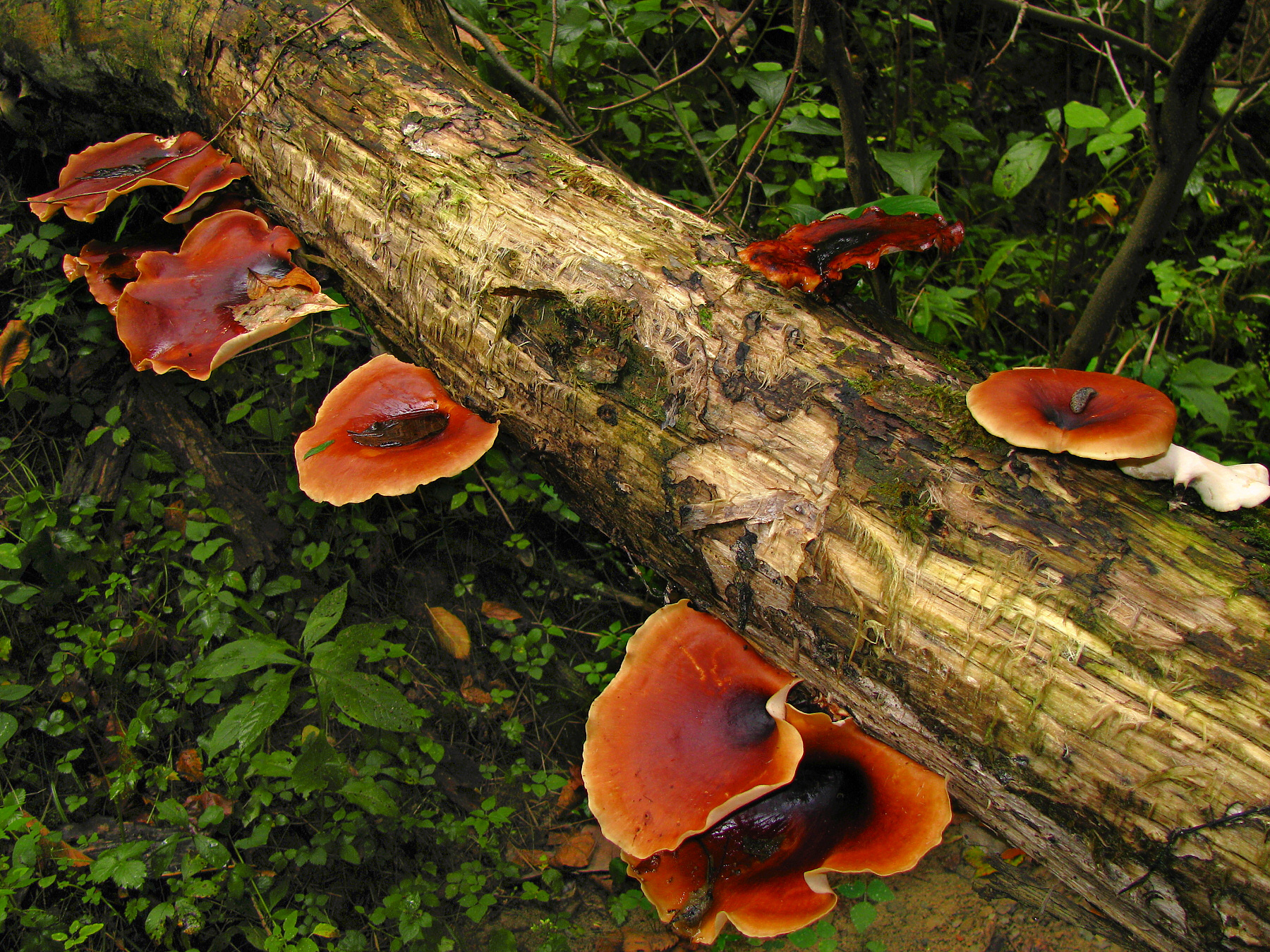
Der Kastanienbraune Stielporling besiedelt vorwiegend am Boden liegende, dickere Äste und Stämme.

Der Kastanienbraune Stielporling ist ein holzbewohnender, Weißfäule erregender Saprobiont, der ein breites Spektrum an Laubhölzern besiedeln kann (in Mitteleuropa Rotbuche, Weide, Pappeln, Eschen, Erlen). Die Art bevorzugt luft- und bodenfeuchte Buchen-, Buchen-Tannen oder Hainbuchen-Eichenwälder, Auwälder, Pappelpflanzungen und Weidengebüsche. Die Fruchtkörper erscheinen an toten Stämmen, Stämmchen oder Ästen, zum Teil sehr hoch, meist mit deutlichem Abstand zum Boden.
Die Fruchtkörper erscheinen von Frühling bis Herbst, nach Krieglsteiner in zwei Schüben (Ende Mai / Anfang Juni und Ende August bis Anfang Oktober).

## Verbreitung
Der Kastanienbraune Stielporling wurde in Asien (Kaukasus, Zentralasien, Iran, Nordindien, östlich bis Korea und Japan), Nordamerika (bis Alaska und Südgrönland) und Europa gefunden. In Europa kommt die Art von Nordspanien, Norditalien und Kroatien bis zu den Hebriden, Dänemark, Estland und Südschweden vor.

## Bedeutung
Jung essbar und recht würzig, wird jedoch schnell zäh. Wirtschaftlich unbedeutend.